# Новосілки (Яворівський район)
Новосі́лки —  село в Україні, у Яворівському районі Львівської області. Населення - 191 особа. Орган місцевого самоврядування — Яворівська міська рада.

## Відомі люди
- Севера Іван Васильович —  скульптор, педагог, заслужений діяч мистецтв України.